# Christina Seidel

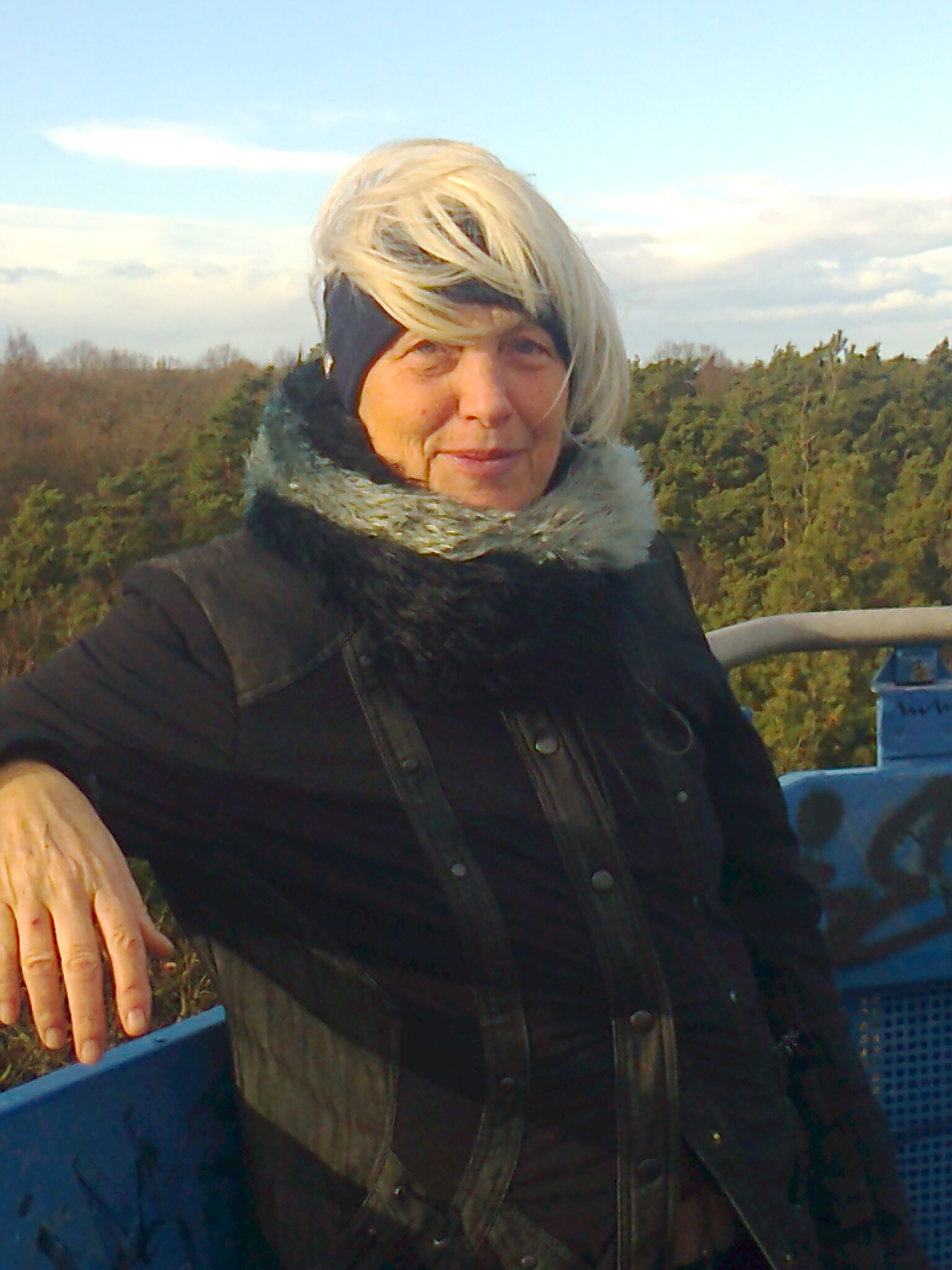
Christina Seidel, 2012

Christina Seidel (* 10. September 1952 in Halle (Saale)) ist eine deutsche Autorin.

## Leben
Nach dem Abitur, Chemiestudium und Promotion (über kristalline Flüssigkeiten) in Halle recherchierte sie über Pflanzenschutzmittel im Chemiekombinat Bitterfeld. Die Geburt des zweiten Sohnes 1983 und die dreijährige Freistellung von der Arbeit waren der Auslöser zum Schreiben zuerst von Kindergeschichten für Fernsehen und Rundfunk. 1992 begann sie eine berufsbegleitende Ausbildung in Leipzig als Lehrer und Leiter an einer Kreativitätsschule. 1996 gründete sie den Kinder-Jugend-Schreibring e.V., deren Vorsitzende sie bis zu seiner Auflösung im Jahr 2009 war. Schreibwerkstätten mit Kindern und Jugendlichen führten sie auch nach Österreich und zur Zusammenarbeit mit der Jugendliteraturwerkstatt Graz.
1997 nahm sie ein Sozialpädagogikstudium an der Fachhochschule in Merseburg auf und diplomierte über „Selbstfindung von Kindern und Jugendlichen durch Kreatives Schreiben“. 2000 wurde sie Stadtschreiberin in Halle und begann mit dem Schreiben historischer Stadtrundgänge, um ihre Heimatstadt für Touristen anziehender zu machen. Seit 2011 ist sie freiberufliche Autorin, nachdem sie die von ihr 1994 gegründete Begegnungsstätte Schöpf-Kelle in Halle-Silberhöhe als Leiterin abgeben musste. Sie hat zwei Söhne, zwei Enkelinnen und lebt mit ihrem Mann in Halle (Saale).
Sie ist Mitglied des Deutschen PEN-Zentrums, des Pelikan e.V. und des Friedrich-Bödecker-Kreises Sachsen-Anhalt e.V. sowie Mitglied des Verbandes der deutschen Schriftsteller. Literarische Arbeitsgebiete sind Kinder- und Sachbücher sowie Literarische Biografien und Soziodokus.
In ihrem Buch „Und abends kuscheln mit Mama“ berichtete sie über acht Familien aus dem Vogtland von der Geburt eines ihrer Kinder bis zu dessen Schuleinführung 2014.

## Auszeichnungen
- 2000/2001 Stadtschreiber von Halle (Saale)

## Publikationen
- Halle und seine Kirchen, benno-Verlag, Leipzig 1993, ISBN 3-7462-1064-X.
- Sachsen-Anhalt – Land und Leute, LKG–Verlag, Leipzig 1994, ISBN 3-376-05007-4.
- Fix und Fertig aus der Dose – Kobold- und Gespenstergeschichten, Heiko Richter Verlag, Halle 1998, ISBN 3-9805826-3-9.
- Die kleine Nixe Hallelore – Halle an der Saale – ein Stadtführer für Kinder, DVZ-Verlags-GmbH, Halle 2003, ISBN 3-9807801-4-7.
- mit Kurt Wünsch: Ein Justizmord in Halle – Aufstieg und Fall des Hans von Schönitz. Heiko Richter Verlag, Halle 2000, ISBN 3-9805826-4-7.
- mit Kurt Wünsch: Liebe in Erfurt – ein außergewöhnlicher Stadtroman. Herkules Verlag, Kassel 2004, ISBN 3-937924-25-6.
- Halle an der Saale – Ein Stadtrundgang mit Hans von Schönitz, DVZ-Verlags-GmbH, Halle 2001, ISBN 3-9807801-0-4.
- Halle an der Saale – Ein Stadtrundgang mit Christian Thomasius und einer Hexe, DVZ-Verlags-GmbH, Halle 2001, ISBN 3-9807801-1-2.
- Halle an der Saale – Ein Stadtrundgang auf Franckes Spuren, DVZ-Verlags-GmbH, Halle 2002.
- Halle an der Saale – Ein Stadtrundgang mit fünf Frauenzimmern, DVZ-Verlags-GmbH, Halle 2003, ISBN 3-9807801-5-5.
- Halle an der Saale – Ein Stadtrundgang mit Richard Robert Rive, DVZ-Verlags-GmbH, Halle 2004, ISBN 3-9807801-6-3.
- Mit Kurt Wünsch: Ein Lied kehrt zurück, Pahl-Rugenstein-Verlag, Bonn 2006, ISBN 3-89144-373-0.
- mit Kurt Wünsch, Ronald Floum und Michael Schwibbe: Zeitreise – 1200 Jahre Leben in Halle. ASTtext + bild, Göttingen, 2006, ISBN 3-00-019130-5.
- Mit Kurt Wünsch: Sagenhafter Saalekreis. mdv, Halle 2007, ISBN 978-3-89812-489-8.
- Die Brockenhexe Neunmalklug – Sachsen-Anhalt lesen und entdecken, DVZ-Verlags-GmbH, Halle 2008, ISBN 978-3-9812508-0-0.
- Und für mich ist es das ganze Leben, das auf dem Spiel steht … Marie Curie – ihr Leben in Tagebüchern und Briefen, mdv, Halle 2010, ISBN 978-3-89812-758-5.
- Als Opa mir eine Million schenkte, Sauerländer, Mannheim 2011, ISBN 978-3-7373-6281-8.
- Mütter ohne Wert – Scheidung in der DDR, mdv, Halle 2013, ISBN 978-3-95462-131-6.
- Der Rügener Sandkobold, Demmler Verlag, Ribnitz – Damgarten 2014, ISBN 978-3-944102-07-8.
- Und abends kuscheln mit Mama – die ersten sieben Jahre mit den Weihnachtskindern, mdv, Halle 2015, ISBN 978-3-95462-491-1.
- Wie die Trampeltiere entstanden, (Illustration Bernd Leistner), dorise-Verlag Erfurt 2018, ISBN 978-3-946219-29-3.
- Mit zwölf zauberhaften Geschichten durch das Jahr, Halle 2018
- Uroma Clärchen, Geschichten für Leseanfänger, Halle 2020
- Ich schreibe – also bin ich, Sozialisierung durch Anleitung zum kreativen Schreiben in Kindheit und Adoleszenz – Eine Untersuchung mittels biografischer Interviews, Halle 2020
- Ich wollte einen neuen Namen, Shaker Media GmbH 2021, ISBN 978-3-95631-844-3
- Halles Süden – Spaziergänge durch Böllberg, Wörmlitz und Gesundbrunnen, mdv, Halle 2022, ISBN 978-3-96311-703-9
- Eine Schatzkiste für Kinder, Monatskalender 2024, 12 Monatsgeschichten, Illustrationen von Eugenia Jurjewa, Calvendo Verlag GmbH Unterhaching, ISBN 978-3-38369-353-3.

als Herausgeberin
- Teekesselgeschichten, Schüler schreiben, Band 1–11, 1994–2003, Halle.
- mit Dorothea Iser: Versuchungen und kein bisschen Angst vor einflussreichen Männern. dr. ziethen verlag, Oschersleben 1999, ISBN 3-932090-57-8.
- mit Burghard Aust: Halle mal ganz anders. Halle 2006.
- mit Jürgen Jankofsky: Autorenpatenschaften Nr. 17. mdv, Halle 2015, ISBN 978-3-95462-604-5.
- Verrückte Wörterwelten Autorenpatenschaften, mdv Halle 2018, ISBN 978-3-95631-844-3.